# Torneo de las Américas de 1988
El Torneo de las Américas de 1988, también conocido como el III Campeonato FIBA Américas, fue la 3.ª edición campeonato de baloncesto del continente americano, que tuvo lugar en Montevideo, Uruguay del 22 al 31 de mayo de 1988. Este torneo otorgó tres cupos para los Juegos Olímpicos de Seúl 1988. Los Estados Unidos no participó en el torneo, ya que tenía una plaza en los Olímpicos.
Brasil ganó el torneo al derrotar a Puerto Rico en la final. Canadá derrotó a Uruguay para obtener el último cupo olímpico.

## Equipos participantes
| Norteamericana | Centroamérica y el Caribe | Sudamérica                         |
| -------------- | ------------------------- | ---------------------------------- |
| Canadá         | México Panamá Puerto Rico | Argentina Brasil Uruguay Venezuela |

Nota
1. ↑  Panamá se retiró del torneo.

## Ronda preliminar
| # | Equipo      | PJ | G | P | PE  | PP  | Dif | Pts |
| - | ----------- | -- | - | - | --- | --- | --- | --- |
| 1 | Brasil      | 6  | 5 | 1 | 591 | 559 | +32 | 11  |
| 2 | Puerto Rico | 6  | 5 | 1 | 493 | 456 | +37 | 11  |
| 3 | Canadá      | 6  | 3 | 3 | 503 | 506 | -3  | 9   |
| 4 | Uruguay     | 6  | 3 | 3 | 533 | 487 | +46 | 9   |
| 5 | Argentina   | 6  | 3 | 3 | 533 | 567 | -34 | 9   |
| 6 | México      | 6  | 2 | 4 | 546 | 549 | -3  | 8   |
| 7 | Venezuela   | 6  | 0 | 6 | 471 | 570 | -99 | 6   |

| Fecha              |             | Resultado |             | Lugar               |
| ------------------ | ----------- | --------- | ----------- | ------------------- |
| 22 de mayo de 1988 | Puerto Rico | 80 - 63   | Canadá      | Montevideo, Uruguay |
| 22 de mayo de 1988 | Brasil      | 113 - 93  | Argentina   | Montevideo, Uruguay |
| 22 de mayo de 1988 | Uruguay     | 100 - 67  | Venezuela   | Montevideo, Uruguay |
| 23 de mayo de 1988 | Puerto Rico | 94 - 81   | Argentina   | Montevideo, Uruguay |
| 23 de mayo de 1988 | Uruguay     | 98 - 84   | México      | Montevideo, Uruguay |
| 23 de mayo de 1988 | Canadá      | 94 - 88   | Venezuela   | Montevideo, Uruguay |
| 24 de mayo de 1988 | Brasil      | 98 - 92   | Puerto Rico | Montevideo, Uruguay |
| 24 de mayo de 1988 | Canadá      | 84 - 81   | México      | Montevideo, Uruguay |
| 24 de mayo de 1988 | Argentina   | 110 - 77  | Venezuela   | Montevideo, Uruguay |
| 25 de mayo de 1988 | Uruguay     | 79 - 68   | Canadá      | Montevideo, Uruguay |
| 25 de mayo de 1988 | Argentina   | 91 - 89   | México      | Montevideo, Uruguay |
| 25 de mayo de 1988 | Brasil      | 91 - 83   | Venezuela   | Montevideo, Uruguay |
| 26 de mayo de 1988 | Puerto Rico | 65 - 63   | Venezuela   | Montevideo, Uruguay |
| 26 de mayo de 1988 | México      | 111 - 103 | Brasil      | Montevideo, Uruguay |
| 26 de mayo de 1988 | Argentina   | 90 - 82   | Uruguay     | Montevideo, Uruguay |
| 27 de mayo de 1988 | Puerto Rico | 80 - 71   | México      | Montevideo, Uruguay |
| 27 de mayo de 1988 | Brasil      | 96 - 94   | Uruguay     | Montevideo, Uruguay |
| 27 de mayo de 1988 | Canadá      | 112 - 88  | Argentina   | Montevideo, Uruguay |
| 28 de mayo de 1988 | Puerto Rico | 82 - 80   | Uruguay     | Montevideo, Uruguay |
| 28 de mayo de 1988 | Brasil      | 90 - 86   | Canadá      | Montevideo, Uruguay |
| 28 de mayo de 1988 | México      | 110 - 93  | Venezuela   | Montevideo, Uruguay |

## Ronda final
|  | Semifinales        | Semifinales        |    |                    | Final              | Final |  |
|  |                    |                    |    |                    |                    |       |  |
|  |                    |                    |    |                    |                    |       |  |
|  | 30 de mayo de 1988 |                    |    |                    |                    |       |  |
|  | Puerto Rico        | 62                 |    |                    |                    |       |  |
|  | Canadá             | 60                 |    |                    |                    |       |  |
|  |                    |                    |    |                    |                    |       |  |
|  |                    |                    |    |                    | 31 de mayo de 1988 |       |  |
|  |                    |                    |    |                    | Brasil             | 101   |  |
|  |                    | Puerto Rico        | 92 |                    |                    |       |  |
|  |                    |                    |    |                    |                    |       |  |
|  |                    |                    |    |                    |                    |       |  |
|  |                    |                    |    |                    | Tercer lugar       |       |  |
|  | 30 de mayo de 1988 | 30 de mayo de 1988 |    | 31 de mayo de 1988 | 31 de mayo de 1988 |       |  |
|  | Brasil             | 90                 |    | Canadá             | 87                 |       |  |
|  | Uruguay            | 83                 |    |                    | Uruguay            | 80    |  |

### Semifinales
| Fecha              |             | Resultado |         | Lugar               |
| ------------------ | ----------- | --------- | ------- | ------------------- |
| 30 de mayo de 1988 | Puerto Rico | 62 - 60   | Canadá  | Montevideo, Uruguay |
| 30 de mayo de 1988 | Brasil      | 90 - 83   | Uruguay | Montevideo, Uruguay |

### Tercer lugar
| Fecha              |        | Resultado |         | Lugar               |
| ------------------ | ------ | --------- | ------- | ------------------- |
| 31 de mayo de 1988 | Canadá | 87 - 80   | Uruguay | Montevideo, Uruguay |

### Final
| Fecha              |        | Resultado |             | Lugar               |
| ------------------ | ------ | --------- | ----------- | ------------------- |
| 31 de mayo de 1988 | Brasil | 101 - 92  | Puerto Rico | Montevideo, Uruguay |

| Campeón Brasil |
| Segundo título |

## Posiciones finales
| Posición          | Equipo      | Récord |
| ----------------- | ----------- | ------ |
| Medalla de oro    | Brasil      | 7-1    |
| Medalla de plata  | Puerto Rico | 6-2    |
| Medalla de bronce | Canadá      | 4-4    |
| 4                 | Uruguay     | 3-5    |
| 5                 | Argentina   | 3-3    |
| 6                 | México      | 2-4    |
| 7                 | Venezuela   | 0-6    |

|  | Clasificados a los Juegos Olímpicos de Seúl 1988 |